# رؤیای هیولایی
رؤیای هیولایی (به انگلیسی: The Monsterican Dream) دومین آلبوم استودیویی از گروه موسیقی هوی متال اهل فنلاند لردی است، که در سال ۲۰۰۴ منتشر شد. این آلبوم ظاهری تیره و تاریک نسبت به آلبوم قبلی گروه دارد. همچنین در فنلاند با یک نسخه محدود دی‌وی‌دی دوباره منتشر شد.